# Rio Voueize
O rio Voueize é um rio do departamento de Creuse, no centro de França. Nasce em La Chaussade e toma o sentido noroeste. É afluente pela margem esquerda do rio Tardes, neste desaguando em Chambon-sur-Voueize.
Ao longo do seu percurso, passa pelas seguintes comunas: La Chaussade, Bosroger, Champagnat, Puy-Malsignat, Peyrat-la-Nonière, Saint-Julien-le-Châtel, Saint-Loup, Pierrefitte, Gouzon, Bord-Saint-Georges, Lussat, Lépaud, Chambon-sur-Voueize.